# Netzseite

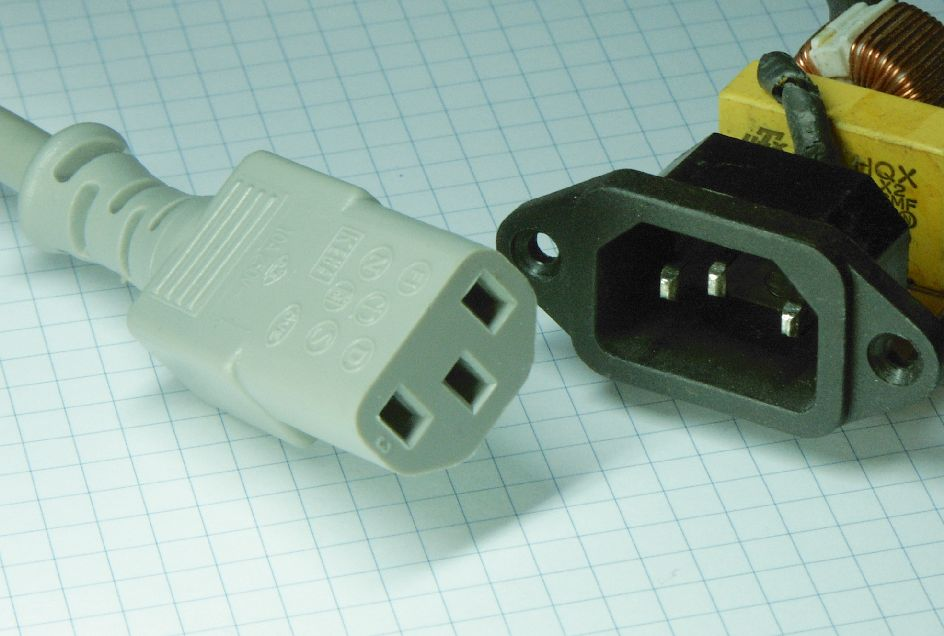
Der Gerätestecker bildet die Schnittstelle zwischen der Netz- und Geräteseite eines damit ausgerüsteten Geräts.

Die Netzseite bezeichnet den Teil eines technischen Geräts einer Anlage oder eines Gebäudes, der mit einem (oft öffentlichen) Verteilnetz verbunden ist. Dabei kann es sich um ein Stromnetz, Fernwärmenetz, Telefonnetz, Funknetz, Glasfasernetz, Gasleitungsnetz, Trinkwassernetz oder Kanalisationsnetz handeln. Über den netzseitigen Anschluss können sowohl Daten, Energie oder Stoffe bezogen als auch bereitgestellt werden. Sowohl der Erzeuger als auch der Verbraucher verfügen gleichermaßen über eine Netzseite.
Im Gegensatz zur Netzseite steht die Geräte-, Maschinen- oder Anlagenseite, die Elemente beschreibt, die Teil der lokalen technischen Einheit selbst sind.
Für viele Netze gibt es normierte Schnittstellen, mit denen der Anschluss der Netzseite ausgerüstet sein muss, um mit dem Netz verbunden werden zu können. Einheitliche Steck-, Schraub- oder Flanschverbindungen sowie Konventionen über die physikalischen Eigenschaften oder Datenübertragungsprotokolle erlauben das Netz zu nutzen. Teilweise gibt es regional stark unterschiedliche Schnittstellen, was auf der Netzseite einen Adapter notwendig machen kann.

## Geodäsie
In der Geodäsie werden als Netzseiten die gemessenen Dreiecksseiten im Netz erster Ordnung bezeichnet. In den Grundlagennetzen der Landesvermessung sind sie im Durchschnitt 30 bis 50 km lang. Ihre Richtungen (Azimute) werden mit genauen Theodoliten beobachtet, die Strecken zwischen den Messpunkten mit elektronischen Distanzern.